# تام براون (هنرپیشه)
تام براون (انگلیسی: Tom Brown؛ ۶ ژانویهٔ ۱۹۱۳ – ۳ ژوئن ۱۹۹۰) یک هنرپیشه اهل ایالات متحده آمریکا بود.

## فیلم‌شناسی
از فیلم‌ها یا برنامه‌های تلویزیونی که وی در آن نقش داشته است می‌توان به در شیکاگوی قدیم اشاره کرد.